# Vanha Munkkiniemi
 (août 2024).
Si vous disposez d'ouvrages ou d'articles de référence ou si vous connaissez des sites web de qualité traitant du thème abordé ici, merci de compléter l'article en donnant les références utiles à sa vérifiabilité et en les liant à la section « Notes et références ».
Vanha Munkkiniemi (en suédois : Gamla Munksnäs) est une section du quartier de Munkkiniemi à Helsinki en Finlande.

## Description
Vanha Munkkiniemi a une superficie de 1,83 km2, sa population s'élève à 8 244 habitants(1.1.2009) et il offre 3 586 emplois (31.12.2005).
Vanha Munkkiniemi est un quartier maritime. Sa frontière naturelle est la mer dans trois directions principales : Laajalahti à l'ouest, Kuusisaarensalmi et Saunalahti au sud ainsi que Pikku Huopalahti à l'est. 
Au sud, Pikku-Kuusisaari s'appelle Vanhaa Munkkiniemi. Saunalahti possède une marina entretenue par un club nautique. Au nord, la frontière du Vanha Munkkiniemi est déterminée par l'environnement bâti : en face se trouve la Turunväylä et derrière se trouvent les quartiers de Munkkivuori et Talinranta. À l'est de Huopalahdentie, au nord de la partie la plus orientale de Vanhan Munkkiniemi, se trouve le quartier de Niemenmäki.
La plage de Munkkiniemi à Laajalahti est une destination de loisirs populaire. 
À l'ouest, du côté d'Espoo, se trouvent Tarvaspää (musée Gallen-Kallela) et la Villa Elfvik. 
À la limite nord de la ville se trouve Munkinpuisto (le parc de Kone). 
Au sud-est, du côté de Vähä-Meilahti, se trouvent le musée des beaux-arts de Helsinki, le musée Urho Kekkonen, Seurasaari et le parc de Meilahti.

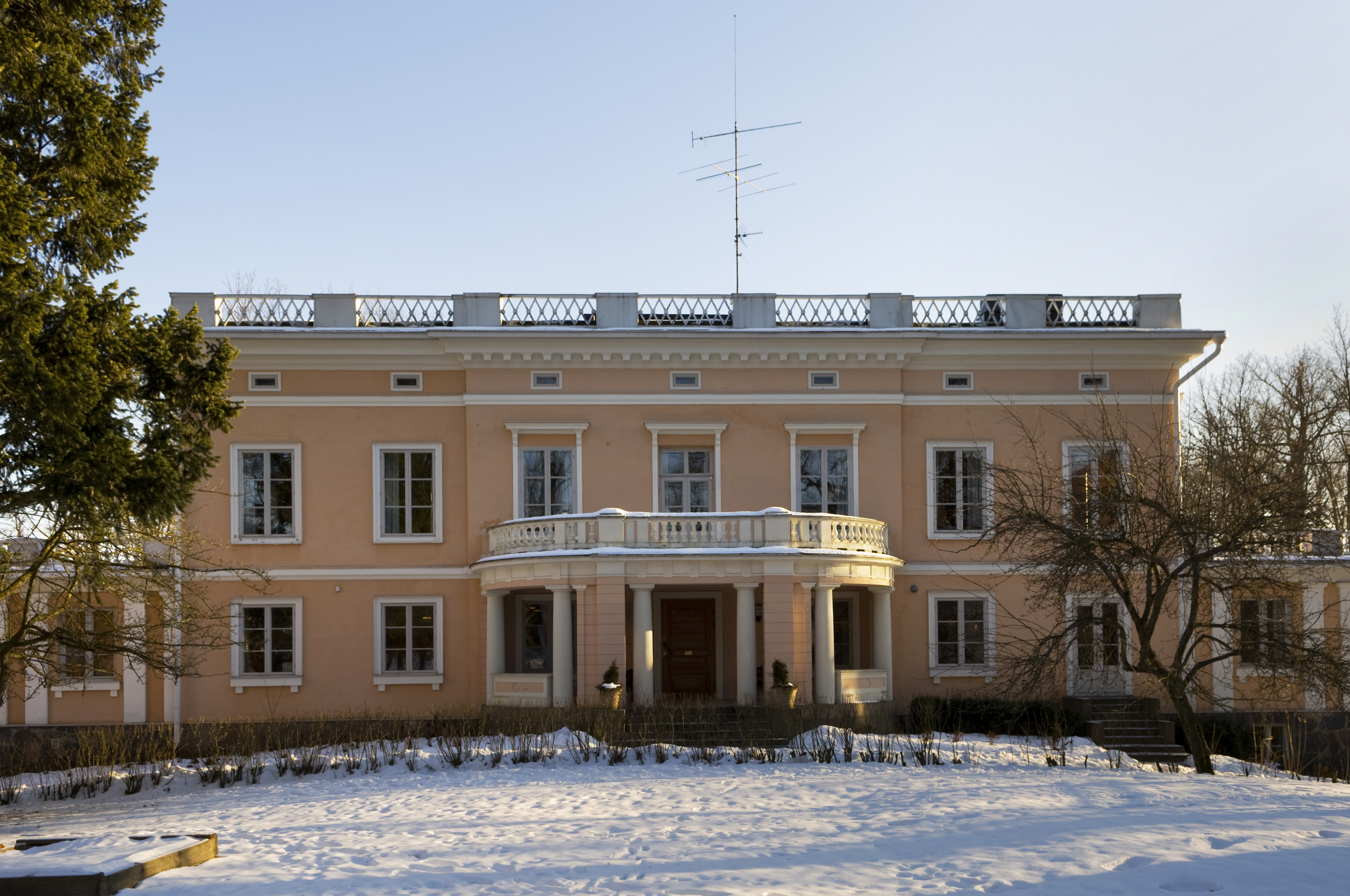
Le manoir de Munkkiniemi.

## Transports
La ligne 4 du tramway d'Helsinki a son terminus à Vanha Munkkiniemi, au bord de la mer. 

## Galerie

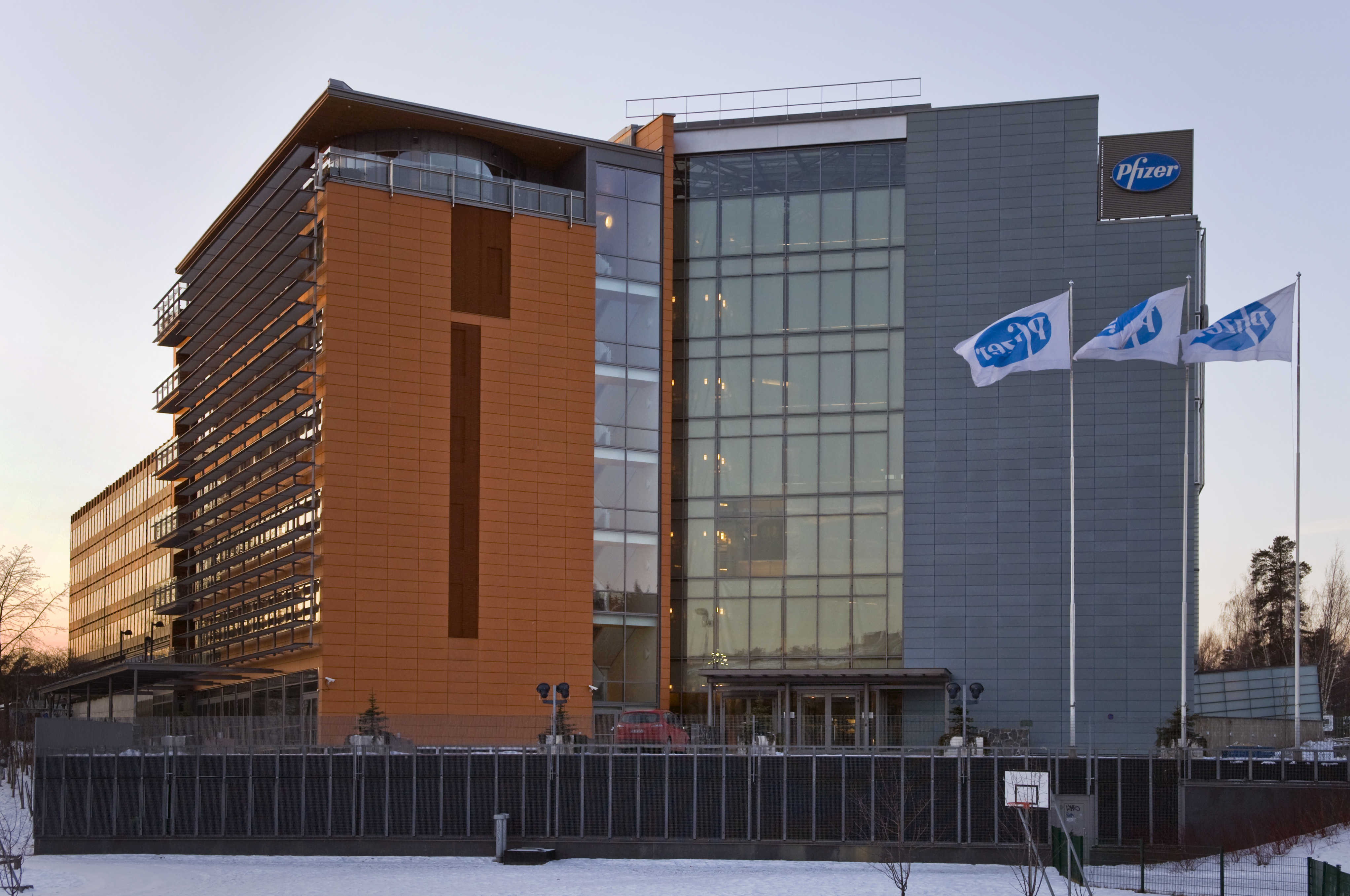
Siège régional de la société Pfizer.
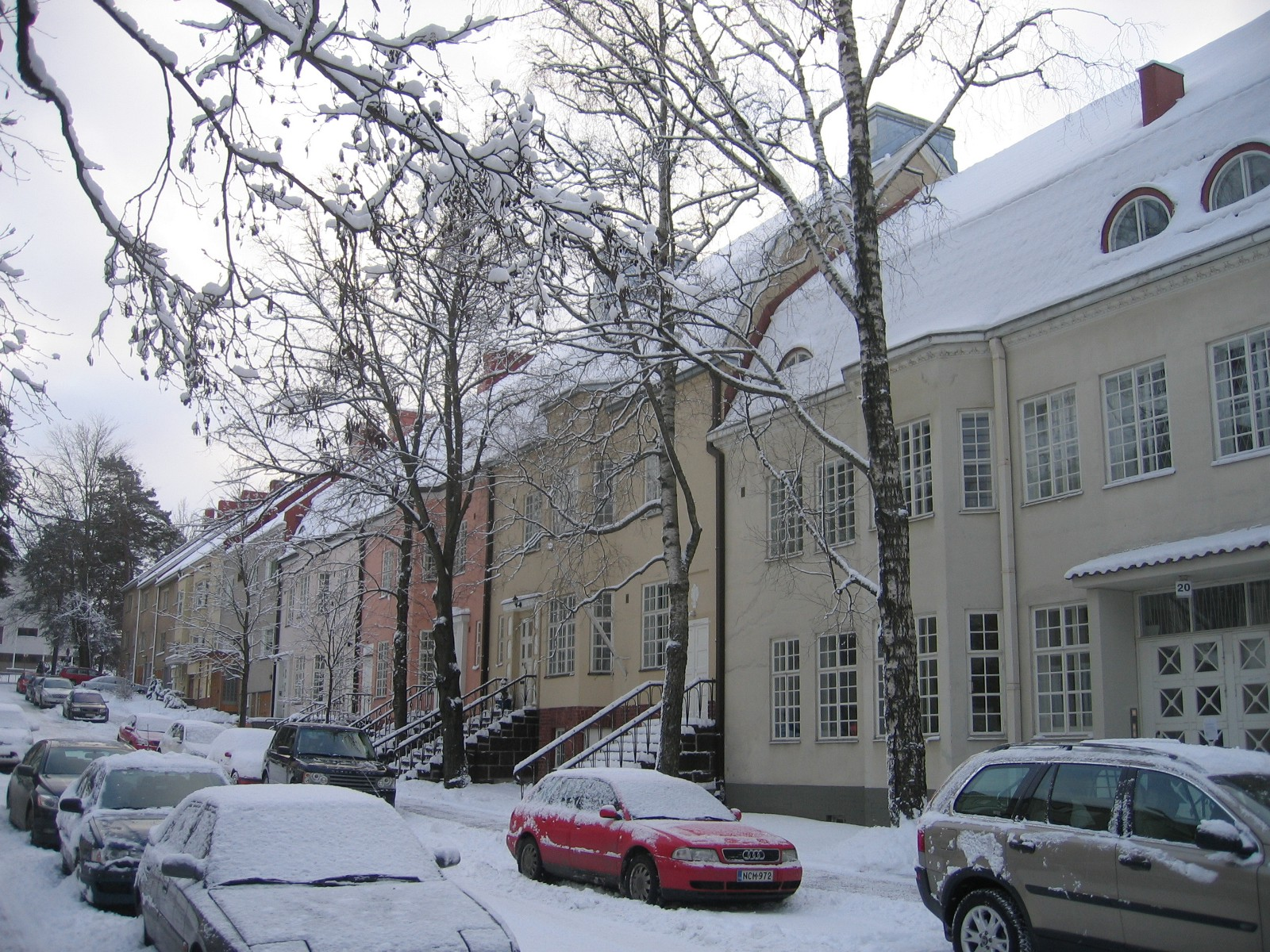
Rue Hollantilaisentie.
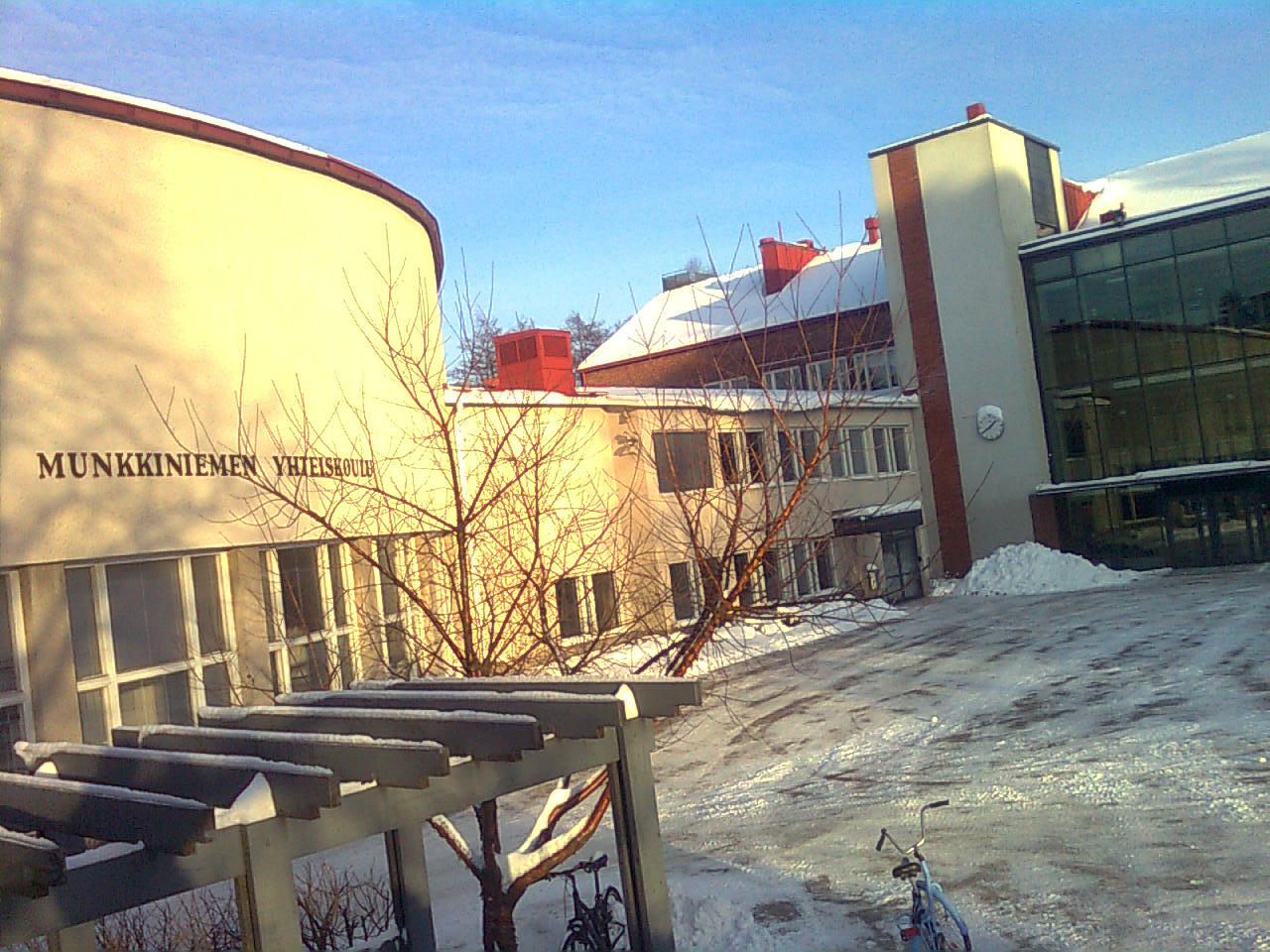
L’école primaire de Munkiniemi.
La Villa Kaartintorppa.
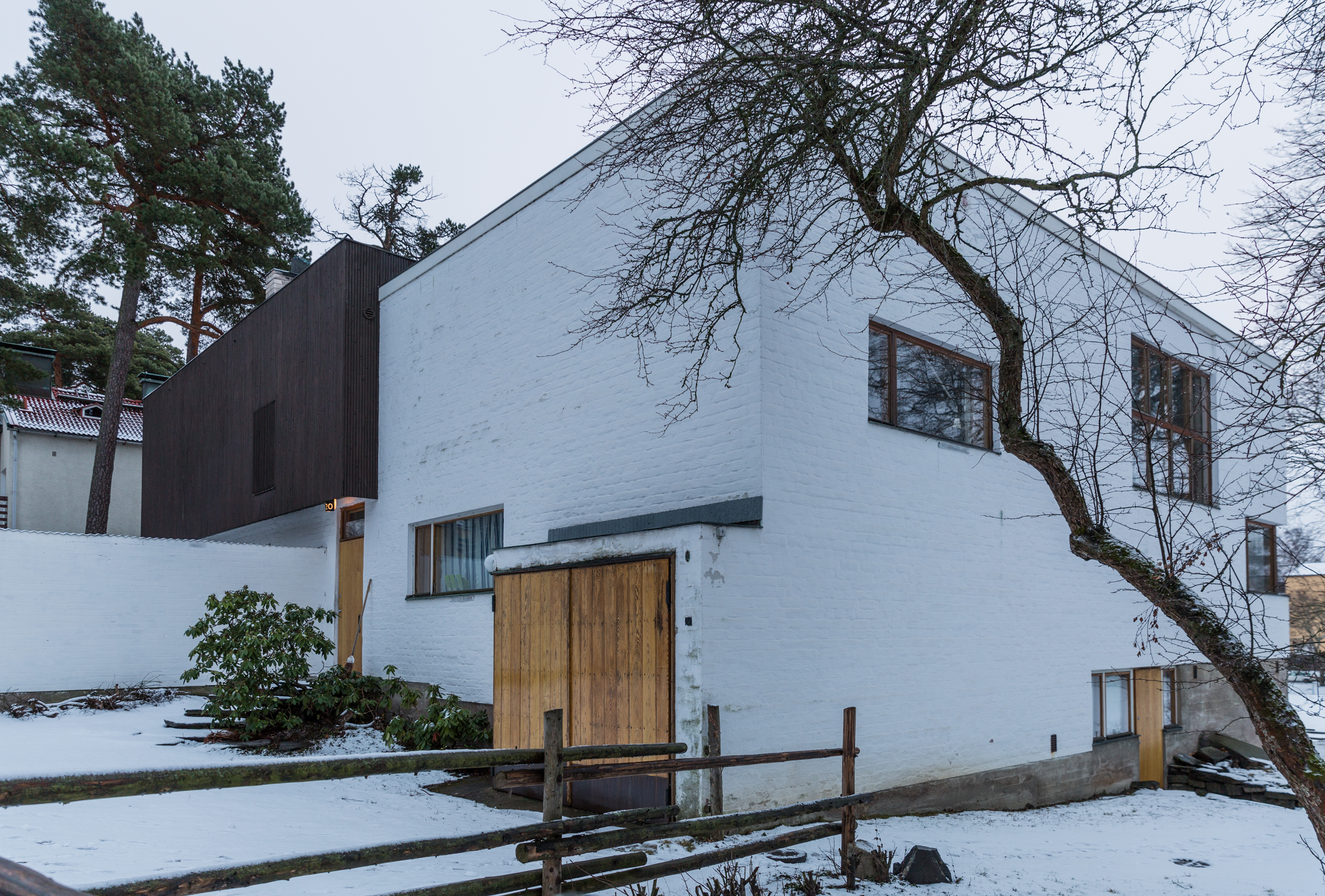
Musée Alvar Aalto.